# Gonbad-e Qābus
La torre Gonbad-e Qabus es un monumento situado en la ciudad de Gonbad-e Qabus, Irán, y un Patrimonio de la Humanidad de Unesco desde 2012.
La torre se encuentra en la parte central de la ciudad y alcanza una altura de 72 metros (236 pies) (incluyendo la altura de la plataforma)  lo que la convierte en la torre hecha únicamente de ladrillos más alta del mundo.
La torre de ladrillo es un enorme edificio decagonal con techo cónico. El interior contiene ejemplos tempranos del estilo decorativo mocárabe. 
La torre fue construida en 1006 por orden del ziyárida Amir Shams ol-Ma'āli Qabus ibn Wushmgir (شمس المعالي قابوس بن وشمگير). Está ubicada 3 km al norte de la antigua ciudad de Jorjan, donde reinó la dinastía ziyárida. La torre tiene más de 1000 años de antigüedad.
Una inscripción cúfica al pie de la torre dice en árabe:
هذا القصر العالي – لامير شمس المعالي – الامير قابوس ابن وشمگير – امر به بنائه في حياته – سنه سبع و تسعين – و ثلثمائه قمريه و سنه خمس و سبعين و ثلثمائه شمسيه
"Este palacio alto para el príncipe Shams ul-Ma'ali, que Amir Qabus ibn Wushmgir ordenó construir durante su vida, en el año 397 el Hegira lunar, y el año 375 el Hegira solar"
Fue registrado como Patrimonio de la Humanidad en el aniversario 1000 de la torre.